# Erythronychia aperta
Erythronychia aperta är en tvåvingeart som beskrevs av Malloch 1932. Erythronychia aperta ingår i släktet Erythronychia och familjen parasitflugor. Inga underarter finns listade i Catalogue of Life.